# Xã Barney, Quận Richland, Bắc Dakota
Xã Barney (tiếng Anh: Barney Township) là một xã thuộc quận Richland, tiểu bang Bắc Dakota, Hoa Kỳ. Năm 2010, dân số của xã này là 134 người.